# Euprymna berryi
Euprymna berryi es una especie de molusco cefalópodo de la familia Euprymna.

## Descripción
El E. Berryi es una sepia de tamaño pequeño. Su tamaño varía según el sexo, los machos no miden más de 3 centímetros, mientras que la hembra alcanza los 5 centímetros de longitud.  Posee ocho brazos y dos tentáculos, un par de pequeñas aletas laterales en la parte posterior del manto. El color de fondo del cuerpo es translúcido con una gran cantidad de pequeños cromatóforos oscuros. 

## Distribución
Habita desde los mares de Indonesia y Filipinas hasta India y Sri Lanka.
- Datos: Q2103308
- Multimedia: Euprymna berryi / Q2103308
- Especies: Euprymna berryi